# Hieracium limburgense
Hieracium limburgense es una especie de planta con flor del género Hieracium, de la familia Asteraceae, orden Asterales.

## Distribución
Hieracium limburgense se distribuye por Países Bajos, Bélgica y Alemania.

## Taxonomía
Fue descrita científicamente por (Zahn) Haveman.